# 江戸むらさき特急
『江戸むらさき特急』（えどむらさきとっきゅう）は、ほりのぶゆきによる日本の漫画。小学館『ビッグコミックスピリッツ』で1991年47号から1995年19号にかけて連載された。単行本は全3巻（小学館刊）。実写オリジナルビデオ化もされている。

## 概要
既製の時代劇作品を扱ったパロディ4コマ漫画。
作者のほりによると、本作タイトルである「江戸むらさき特急」に深い意味はないが、勝手に江戸むらさき（「江戸むらさき 特級」）をタイトルに拝借した上で「桃屋から贈ってこないかな〜?」とコメントし続けたところ、後に桃屋から本当に江戸むらさきが贈られてきた。ただ、「あと残るはココだけ」と希望していたJR東日本からの特急券の贈呈はなかったという。
4コマ漫画によくある「題名（タイトル）」は付いていない。また、カラーページの連載でなくても着色されていた。
特に主人公はなく、単に時代劇作品のパロディではあるが、『水戸黄門』シリーズにおけるうっかり八兵衛、『新五捕物帳』主題歌の「江戸の黒豹」など、ウケの良かったキャラクターは集中してネタにされていた。
単行本の2、3巻におまけ漫画として『剣豪課長』という作品が収録されている。

## 登場人物
- 旗本退屈男
- 水戸光圀（水戸黄門）
- うっかり八兵衛
- 桃太郎侍
- 眠狂四郎
- 近藤右門（むっつり右門）
- 遠山金四郎（遠山の金さん）
- 隠密同心（大江戸捜査網）
- 銭形平次
- 平賀源内
- 松平長七郎（長七郎江戸日記）
- 大岡忠相（大岡越前）
- 徳川吉宗（暴れん坊将軍）
- 赤ひげ
- 長谷川平蔵（鬼平犯科帳）
- 人形佐七
- 鞍馬天狗
- 江戸の黒豹（新五捕物帳）

## Vシネマ版

### 概要
1995年7月21日にアミューズビデオから発売された。山城曰く「東映京都発カルトムービー」。
製作の背景に、たまたま原作を読んだ山城がその内容に感銘を受け、映像化にこぎ付けたという経緯がある。
随所に原作からのコマや山城による解説が挿入、全13編にわたるオムニバス形式である。
なお、原作の純粋な映像化ではなく、「闇の三善人の巻」のような作者の別作品『もののふの記』から採用された話もある。「忠臣蔵外伝の巻」については、山城の実体験が元になっていると、劇中で本人がコメントしている。

### スタッフ
- 監督・ナレーター：山城新伍
- 製作：宮下昌幸
- 企画：奈村協、森重晃
- プロデューサー：中山正久、妹尾啓太
- 脚本：青島武、高橋洋、永沢慶樹、林民夫
- 音楽：津島利章
- 音楽製作：東映音楽出版
- 製作協力：東映京都撮影所、東映太秦映画村

### キャスト

#### オープニング
- 口上役：森永奈緒美

#### 隠密同心の巻
- 隠密同心・十文字隼人：風間杜夫
- 隠密同心・井草十蔵：五十嵐義弘
- 隠密同心・流れ星のお竜：森永奈緒美
- 隠密同心・不知火おもん：みやなおこ
- 南町奉行所筆頭与力・神山：黒部進
- 越前屋：南方英二
- 用心棒：福本清三
- 魚屋：上野秀年
- 花火の又八：せんだみつお（カメオ出演）
- 奉行：石倉英彦
- 剛之介：島木譲二
- ナレーター：三村敬三

#### 隠密同心の巻その二
- 隠密同心・十文字隼人：風間杜夫

#### 大奥の巻
- 剛之介（お剛）：島木譲二
- 御年寄：阿知波悟美
- 将軍：柴田善行
- ナレーター：岸田今日子

#### がんばれ金さんの巻
- 遠山金四郎：中条きよし
- 与力：成瀬正孝
- 作州浪人：谷しげる

#### 闇の三善人の巻
- 与力・鬼岩：黒部進
- 越前屋：南方英二
- 用心棒：福本清三
- お手伝いとめ：春藤真澄

#### 桃太郎の巻
- 桃太郎：原田大二郎
- 玉川つばめ：佳那晃子
- 瓦版屋キジ八：山西惇
- 南町奉行所筆頭与力・香山：黒部進
- 越前屋：南方英二
- 用心棒：福本清三
- カピタン：谷しげる
- お剛：島木譲二

#### 八代将軍吉宗の巻
- 徳川吉宗：筒井巧
- 大岡忠相：成瀬正孝
- 忠相の娘：みやなおこ
- 町人：司裕介、木下通博
- 越前の配下：笹木俊志、小船秋夫

#### 女ねずみ小僧の巻
- 女ねずみ小僧：森永奈緒美

#### 謎の絵師・写楽の巻
- 写楽：中条きよし

#### 予告編
- 殿様：五十嵐義弘
- 侍：堀田真三

#### 人馬一体の巻
- 馬に乗る侍：奔田陵

#### 忠臣蔵外伝の巻
- 大石内蔵助（役の山城さん）：風間杜夫
- 瑤泉院：中島ゆたか
- 天野屋利兵衛：山根伸介
- せつ：森永奈緒美
- 吉良上野介（の役者）：深江章喜
- 監督：原田大二郎
- 撮影所スタッフ：山田幸伸、真山章志
- 近所のオバハン：町野あかり